# Wied (oued)
Un wied, ou oued, est  un lit de rivière asséché en permanence ou par intermittence. Le plus souvent la vallée est sèche mais elle peut comporter une rivière ou un torrent à la saison des pluies. Dans leur partie terminale le wied peut être envahi par la mer.